# الاتحاد الإفريقي لكرة القدم
الاتحاد الإفريقي لكرة القدم أو الكاف (بالإنجليزية: Confederation of African Football)‏ (بالفرنسية: Confédération Africaine de Football)‏، يُعرف اختصارًا باسم (الكاف) (CAF). هو الجهاز المعني بتنظيم بطولات المنتخبات والأندية لكرة القدم في قارة إفريقيا، تأسست الكاف عام 1957، ومنذ تأسيسها وهي تشرف وتنظم أشهر بطولات كرة القدم في القارة، وتُمثل معظم الجمعيات الوطنية لكرة القدم في إفريقيا، وتدير المسابقات الوطنية والمنتخبات والأندية في القارة، وتسيطر على جائزة المال واللوائح وحقوق وسائل الإعلام لتلك المسابقات.
أُسِّس الاتحاد عام 1957 بدعوة أطلقها عبد الحليم محمد السوداني، وشارك في تأسيسه أربعة دول هي (السودان، مصر، إثيوبيا، جنوب إفريقيا)، ويضم في عضويته 54 اتحاد كرة قدم للدول الإفريقية. وهو المنظمة المسؤولة عن تنظيم بطولة كأس الأمم الإفريقية وبطولات الأندية الإفريقية (دوري أبطال إفريقيا، كأس الكونفيدرالية الإفريقية، كأس السوبر الإفريقي، الدوري الإفريقي) وجميع بطولات كرة القدم للكبار والناشئين.
ومن أهم البطولات التي تنظمها الكاف بطولة كأس الأمم الإفريقية للمنتخبات والمعروفة باسم أفكون، أما على صعيد الأندية فيُنظم دوري أبطال إفريقيا وبطولة كأس الكونفيدرالية الإفريقية إضافة إلى كأس السوبر الإفريقي، ولا تقتصر البطولات التي تنظمها الكاف على هذه البطولات بل تمتد لبطولات أخرى خاصة بالفئات العمرية إضافة إلى كأس الأمم الإفريقية للسيدات.
يرأس الكاف حاليا السيد باتريس موتسيبيه الذي تبوأ مقعد رئاسة الكاف في مارس 2021، خلفاً للسيد أحمد أحمد الذي كان رئيساً اعتباراً من مارس عام 2017.

## تاريخ
كانت بداية تأسيس الاتحاد الإفريقي لكرة القدم باقتراح أطلقه الدكتور السوداني عبد الحليم محمد، وكان معه الرئيس الأول للاتحاد المصري عبد العزيز سالم، ومحمد لطيف، ويوسف محمد، والسودانيون عبد الرحيم شداد، وبدوي محمد، وعبد الحليم محمد، والجنوب إفريقي وليام فيل. فقد تدارسوا إمكانية إنشاء اتحاد إقليمي، وإقامة بطولة تجمع شعوب القارة الإفريقية، وقد أقيم هذا الاجتماع خارج حدود القارة في مدينة لشبونة بالبرتغال في يونيو عام 1956.
في 10 فبراير 1957 شهدت مدينة الخرطوم العاصمة السودانية، بعد انعقاد الجمعية التأسيسية للاتحاد الإفريقي لكرة القدم، إقامة أول بطولة لكأس الأمم الإفريقية بمشاركة الدول الأربعة المؤسسة للاتحاد، إلا أن جنوب إفريقيا انسحبت من النسخة الأولى لاحقًا لإصرارها على المشاركة بمنتخب يُبرز الفصلَ العنصري فيها، وقد نجحت مصرُ بالفوز بلقب البطولة بعد فوزها في المباراة النهائية على إثيوبيا برباعية نظيفة، وقد أكدت هذه البطولةُ انطلاقَ مغامرة قوية لا تزال مستمرَّة حتى الآن، وباتت كأس الأمم الإفريقية من أقوى بطولات كرة القدم في العالم.

## مزاعم الفساد
بتاريخ الأول من أغسطس 2024، أعلن الاتحاد الإفريقي لكرة القدم "كاف" في بيانٍ رسمي، الإيعاز إلى لجنة التدقيق والحوكمة، التحقيق في مزاعم انتهاك لوائح الحوكمة والتدقيق الداخلية داخل أمانة الاتحاد الإفريقي لكرة القدم.
وقال "كاف" في سياق بيانه: "إن لجنة التدقيق والحوكمة ستستعين بأحد أكثر شركات المحاماة الدولية أو التدقيق والخدمات الدولية نزاهةً، للتحقيق في الانتهاك المزعوم للوائح التدقيق والحوكمة الداخلية للاتحاد الإفريقي لكرة القدم، ومن ثم تقديم تقرير إلى اللجنة التنفيذية للاتحاد قبل اتخاذ القرار النهائي في القضية.
وتتكون لجنة التدقيق والحوكمة في الاتحاد الإفريقي لكرة القدم من رئيس ونائب رئيس لجنة حوكمة الاتحاد الإفريقي لكرة القدم (القاضي بيتروس داماسيب والسيد هابي ديودوني على التوالي) ورئيس ونائب رئيس لجنة التدقيق والامتثال في الاتحاد الإفريقي لكرة القدم (السيد محمد زازي والسيد محمد نور الدين أسيندوه على التوالي)، فيما يشغل القاضي بيتروس داماسيب منصب رئيس لجنة التدقيق والحوكمة في الاتحاد الإفريقي لكرة القدم.

## الاتحادات التابعة للكاف
| الاتحاد                                         | الدولة                                    | سنة التأسيس                               | سنة الانضمام                              | عضوية IOC                                 |
| اتحاد شمال إفريقيا لكرة القدم (يوناف) (5)       | اتحاد شمال إفريقيا لكرة القدم (يوناف) (5) | اتحاد شمال إفريقيا لكرة القدم (يوناف) (5) | اتحاد شمال إفريقيا لكرة القدم (يوناف) (5) | اتحاد شمال إفريقيا لكرة القدم (يوناف) (5) |
| ----------------------------------------------- | ----------------------------------------- | ----------------------------------------- | ----------------------------------------- | ----------------------------------------- |
| الجامعة التونسية لكرة القدم                     | تونس                                      | 1957                                      | 1960                                      | نعم                                       |
| الاتحادية الجزائرية لكرة القدم                  | الجزائر                                   | 1962                                      | 1964                                      | نعم                                       |
| الاتحاد الليبي لكرة القدم                       | ليبيا                                     | 1962                                      | 1965                                      | نعم                                       |
| الاتحاد المصري لكرة القدم                       | مصر                                       | 1921                                      | 1957                                      | نعم                                       |
| الجامعة الملكية المغربية لكرة القدم             | المغرب                                    | 1955                                      | 1959                                      | نعم                                       |
| اتحاد غرب إفريقيا لكرة القدم (وافو) (16)        |                                           |                                           |                                           |                                           |
| اتحاد بنين لكرة القدم                           | بنين                                      | 1962                                      | 1962                                      | نعم                                       |
| اتحاد بوركينا فاسو لكرة القدم                   | بوركينا فاسو                              | 1960                                      | 1964                                      | نعم                                       |
| الاتحاد التوغولي لكرة القدم                     | توغو                                      | 1960                                      | 1964                                      | نعم                                       |
| اتحاد الرأس الأخضر لكرة القدم                   | الرأس الأخضر                              | 1982                                      | 2000                                      | نعم                                       |
| اتحاد ساحل العاج لكرة القدم                     | ساحل العاج                                | 1960                                      | 1960                                      | نعم                                       |
| الاتحاد السنغالي لكرة القدم                     | السنغال                                   | 1960                                      | 1964                                      | نعم                                       |
| اتحاد سيراليون لكرة القدم                       | سيراليون                                  | 1960                                      | 1960                                      | نعم                                       |
| اتحاد غامبيا لكرة القدم                         | غامبيا                                    | 1952                                      | 1966                                      | نعم                                       |
| اتحاد غانا لكرة القدم                           | غانا                                      | 1957                                      | 1958                                      | نعم                                       |
| اتحاد غينيا لكرة القدم                          | غينيا                                     | 1960                                      | 1963                                      | نعم                                       |
| اتحاد غينيا بيساو لكرة القدم                    | غينيا بيساو                               | 1974                                      | 1986                                      | نعم                                       |
| اتحاد ليبيريا لكرة القدم                        | ليبيريا                                   | 1936                                      | 1962                                      | نعم                                       |
| اتحاد مالي لكرة القدم                           | مالي                                      | 1960                                      | 1963                                      | نعم                                       |
| الاتحادية الموريتانية لكرة القدم                | موريتانيا                                 | 1961                                      | 1968                                      | نعم                                       |
| اتحاد النيجر لكرة القدم                         | النيجر                                    | 1962                                      | 1967                                      | نعم                                       |
| اتحاد نيجيريا لكرة القدم                        | نيجيريا                                   | 1945                                      | 1960                                      | نعم                                       |
| اتحاد وسط إفريقيا لكرة القدم (يونيفاك) (8)      |                                           |                                           |                                           |                                           |
| اتحاد جمهورية إفريقيا الوسطى لكرة القدم         | جمهورية إفريقيا الوسطى                    | 1961                                      | 1965                                      | نعم                                       |
| اتحاد تشاد لكرة القدم                           | تشاد                                      | 1962                                      | 1964                                      | نعم                                       |
| اتحاد ساو توميه وبرينسيب لكرة القدم             | ساو تومي وبرينسيب                         | 1975                                      | 1986                                      | نعم                                       |
| اتحاد الغابون لكرة القدم                        | الغابون                                   | 1962                                      | 1967                                      | نعم                                       |
| اتحاد غينيا الاستوائية لكرة القدم               | غينيا الاستوائية                          | 1957                                      | 1986                                      | نعم                                       |
| الاتحاد الكاميروني لكرة القدم                   | الكاميرون                                 | 1959                                      | 1963                                      | نعم                                       |
| اتحاد الكونغو لكرة القدم                        | جمهورية الكونغو                           | 1962                                      | 1966                                      | نعم                                       |
| اتحاد جمهورية الكونغو الديمقراطية لكرة القدم    | جمهورية الكونغو الديمقراطية               | 1919                                      | 1964                                      | نعم                                       |
| اتحاد شرق إفريقيا لكرة القدم (سيكافا) (12)      |                                           |                                           |                                           |                                           |
| الاتحاد الإثيوبي لكرة القدم                     | إثيوبيا                                   | 1943                                      | 1957                                      | نعم                                       |
| اتحاد إريتريا لكرة القدم                        | إرتريا                                    | 1996                                      | 1998                                      | نعم                                       |
| اتحاد أوغندا لكرة القدم                         | أوغندا                                    | 1924                                      | 1960                                      | نعم                                       |
| اتحاد بوروندي لكرة القدم                        | بوروندي                                   | 1948                                      | 1972                                      | نعم                                       |
| اتحاد تنزانيا لكرة القدم                        | تنزانيا                                   | 1930                                      | 1964                                      | نعم                                       |
| اتحاد جنوب السودان لكرة القدم                   | جنوب السودان                              | 2011                                      | 2012                                      | نعم                                       |
| اتحاد جيبوتي لكرة القدم                         | جيبوتي                                    | 1979                                      | 1994                                      | نعم                                       |
| اتحاد رواندا لكرة القدم                         | رواندا                                    | 1972                                      | 1978                                      | نعم                                       |
| اتحاد زنجبار لكرة القدم                         | زنجبار                                    | 1965                                      | 1980                                      | لا                                        |
| الاتحاد السوداني لكرة القدم                     | السودان                                   | 1936                                      | 1957                                      | نعم                                       |
| الاتحاد الصومالي لكرة القدم                     | الصومال                                   | 1951                                      | 1968                                      | نعم                                       |
| اتحاد كينيا لكرة القدم                          | كينيا                                     | 1960                                      | 1968                                      | نعم                                       |
| اتحاد إفريقيا الجنوبية لكرة القدم (كوسافا) (14) |                                           |                                           |                                           |                                           |
| اتحاد إسواتيني لكرة القدم                       | إسواتيني                                  | 1968                                      | 1978                                      | نعم                                       |
| اتحاد أنغولا لكرة القدم                         | أنغولا                                    | 1979                                      | 1980                                      | نعم                                       |
| اتحاد بوتسوانا لكرة القدم                       | بوتسوانا                                  | 1970                                      | 1976                                      | نعم                                       |
| اتحاد جنوب إفريقيا لكرة القدم                   | جنوب إفريقيا                              | 1991                                      | 1992                                      | نعم                                       |
| اتحاد سيشل لكرة القدم                           | سيشل                                      | 1979                                      | 1986                                      | نعم                                       |
| اتحاد جزر القمر لكرة القدم                      | جزر القمر                                 | 1979                                      | 2005                                      | نعم                                       |
| اتحاد زامبيا لكرة القدم                         | زامبيا                                    | 1929                                      | 1964                                      | نعم                                       |
| اتحاد زيمبابوي لكرة القدم                       | زيمبابوي                                  | 1965                                      | 1980                                      | نعم                                       |
| اتحاد ليسوتو لكرة القدم                         | ليسوتو                                    | 1932                                      | 1964                                      | نعم                                       |
| اتحاد مالاوي لكرة القدم                         | مالاوي                                    | 1966                                      | 1968                                      | نعم                                       |
| اتحاد مدغشقر لكرة القدم                         | مدغشقر                                    | 1961                                      | 1963                                      | نعم                                       |
| اتحاد موريشيوس لكرة القدم                       | موريشيوس                                  | 1952                                      | 1963                                      | نعم                                       |
| اتحاد موزمبيق لكرة القدم                        | موزمبيق                                   | 1976                                      | 1980                                      | نعم                                       |
| اتحاد ناميبيا لكرة القدم                        | ناميبيا                                   | 1990                                      | 1992                                      | نعم                                       |

## رؤساء الاتحاد

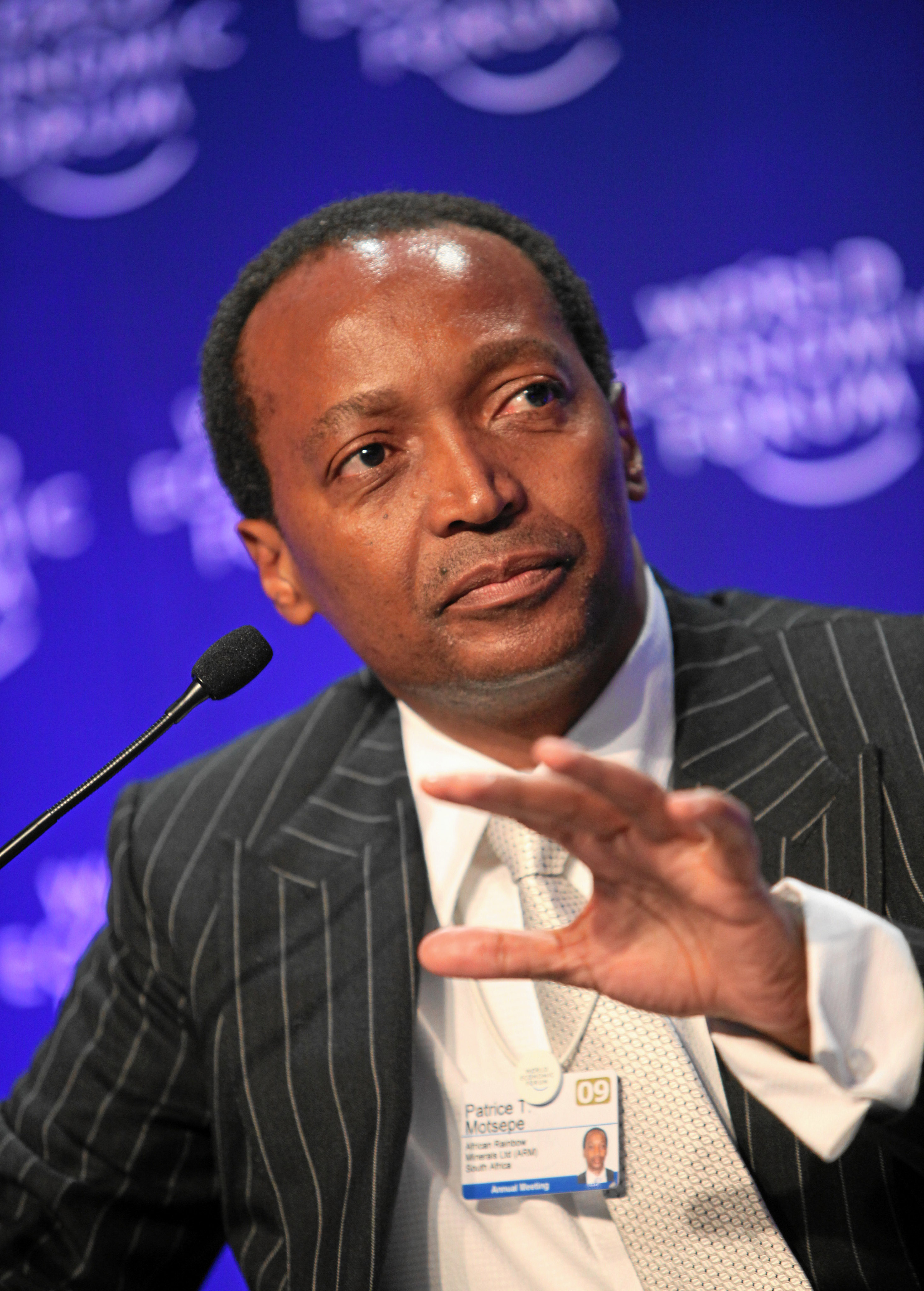
باتريس موتسيبيه الرئيس الحالي للاتحاد الإفريقي لكرة القدم

منذ عام 1957 وحتى وقتنا الراهن تعاقب على رئاسة الاتحاد الإفريقي لكرة القدم (الكاف) سبعة رؤساء، كان أولهم المصري عبد العزيز سالم الذي بقي في منصبه عامًا واحدًا. ويُعَد الكاميروني عيسى حياتو صاحبَ أطول مدَّة في رئاسة (الكاف) استمرَّت 29 عامًا.
الجدول الآتي يستعرض أسماء الرؤساء، وجنسياتهم، والمدَّة التي قضَوها في رئاسة الكاف:
| الرقم      | الاسم                 | بداية الفترة   | نهاية الفترة   | المدة              |
| ---------- | --------------------- | -------------- | -------------- | ------------------ |
| 1          | عبد العزيز سالم       | 1957           | 1958           | سنة واحدة          |
| 2          | محمد عبد العزيز مصطفى | 1958           | 1968†          | 10 سنوات           |
| 3          | عبد الحليم محمد       | 1968           | 1972†          | 4 سنوات            |
| 4          | يدينكاتشو تيسيما      | 1972           | 18 أغسطس 1987† | 15 سنوات و229 أيام |
| 5 انتقالية | عبد الحليم محمد       | 18 أغسطس 1987  | 10 مارس 1988‡  | 205 أيام           |
| 6          | عيسى حياتو            | 10 مارس 1988   | 16 مارس 2017   | 29 سنوات و6 أيام   |
| 7          | أحمد أحمد             | 16 مارس 2017   | 23 نوفمبر 2020 | 3 سنوات و252 أيام  |
| انتقالية   | كونستانت عمري         | 23 نوفمبر 2020 | 29 يناير 2021  | 67 أيام            |
| 7          | أحمد أحمد             | 29 يناير 2021  | 12 مارس 2021   | 42 أيام            |
| 8          | باتريس موتسيبيه       | 12 مارس 2021   | حتى الآن       | 4 سنوات و54 أيام   |

† هذه العلامة تُشير إلى أن صاحبها مُنح لقب الرئيس الفخري عندما ترك منصبه.
‡ هذه العلامة تشير إلى أن صاحبها رأسَ الاتحاد في مرحلة انتقالية، بعد وفاة تيسيما، حتى عُقدت الجمعية العمومية في الدار البيضاء وانتُخب عيسى حياتو رئيسًا للكاف.

## الرؤساء الفخريون
- محمد عبد العزيز مصطفى
- يدينكاتشو تيسيما
- عبد الحليم محمد (منحه الاتحاد الإفريقي لكرة القدم رئاسته الفخرية مدى الحياة)

## الأمناء العامون
- 1957 - 1958:  محمد يوسف
- 1958 - 1961:  مصطفى كامل منصور
- 1961 - 1982:  مراد فهمي
- 1982 - 2000:  مصطفى فهمي
- 2000 - 2010:  محمد محروس
- 2010 - 2017:  هشام العمراني
- 2017 - حتى الآن:  عصام الدين أحمد

## الأعضاء الفخريون
- مراد فهمي
- رام روهي
- توم متين
- العناني ماتثيا
- ريتو ألكانتارا
- اكد مامري ايل
- نفامارا كامارا
- حاج نوري

## البطولات

### مسابقات المنتخبات
- كأس الأمم الإفريقية[8]
- كأس الأمم الإفريقية للسيدات
- بطولة أمم إفريقيا للمحليين
- كأس أمم إفريقيا للشباب (تحت 20 سنة)
- كأس أمم إفريقيا للشابات (تحت 20 سنة)
- كأس أمم إفريقيا للناشئين (تحت 17 سنة)
- كأس أمم إفريقيا للناشئات (تحت 17 سنة)
- كأس الأمم الإفريقية لكرة الصالات
- بطولة إفريقيا لكرة القدم الشاطئية
- كأس الأمم الأفرو آسيوية

### مسابقات الأندية
- دوري أبطال إفريقيا (بدأت عام 1964)
- كأس الكونفيدرالية الإفريقية (بدأت عام 2004)
- كأس السوبر الإفريقي (بدأت عام 1993)
- الدوري الإفريقي (بدأت عام 2023)
- دوري أبطال إفريقيا للسيدات (بدأت عام 2021)
- كأس الكؤوس الإفريقية (1975 - 2003)
- كأس الاتحاد الإفريقي (1992 - 2003)
- الكأس الأفروآسيوية للأندية (1986 - 1998)

### البطولات الإقليمية
- اتحاد شمال إفريقيا لكرة القدم (UNAF):
  - بطولة أمم شمال إفريقيا، بطولة أمم شمال إفريقيا للسيدات
  - كأس شمال إفريقيا للأندية البطلة، كأس شمال إفريقيا للأندية الفائزة بالكؤوس، كأس سوبر شمال إفريقيا، كأس شمال إفريقيا للأندية للسيدات
- اتحاد فدراليات غرب إفريقيا لكرة القدم (UFAO):
  - كأس أميكال كابرال للأمم، كأس الاتحاد الاقتصادي النقدي لدول غرب إفريقيا
  - كأس اتحاد فدراليات غرب إفريقيا للأندية
- اتحاد فدراليات وسط إفريقيا لكرة القدم (UNIFFAC):
  - كأس اتحاد فدراليات وسط إفريقيا للأمم، كأس سيماك للأمم
  - كأس اتحاد فدراليات وسط إفريقيا للأندية
- اتحاد شرق ووسط إفريقيا لكرة القدم (CECAFA):
  - كأس سيكافا للأمم
  - كأس كاغام ما بين الأندية
- اتحاد جنوب قارة إفريقيا لكرة القدم (COSAFA):
  - كأس كوسافا للأمم

### بطولات إقليمية غير تابعة للاتحاد الإفريقي
- الاتحاد العربي لكرة القدم:
  - كأس الأمم العربية، دورة الألعاب العربية، البطولة العربية سيدات
  - دوري أبطال العرب
- منطقة جزر المحيط الهندي:
  - ألعاب جزر المحيط الهندي

### الفرق الإفريقية المتأهلة لنهائيات كأس العالم[9]
- 1930 - لا أحد
- 1934 -  مصر
- 1938 - لا أحد
- 1942 - ألغيت
- 1946 - ألغيت
- 1950 - لا أحد
- 1954 - لا أحد
- 1958 - لا أحد
- 1962 - لا أحد - كان المغرب متأهلًا عن إفريقيا لمونديال تشيلي 1962، لكنَّ الفيفا فرضت على المتأهل من إفريقيا إجراء مباراة سد مع منتخب أوروبي.
- 1966 - لا أحد - كل الدول الإفريقية قاطعت التصفيات؛ للمطالبة بتأهل بطل التصفيات الإفريقية مباشرة لكأس العالم، دون خوض لقاء سد مع فريق أوروبي.
- 1970 -  المغرب
- 1974 -  زائير
- 1978 -  تونس
- 1982 -  الجزائر و الكاميرون
- 1986 -  الجزائر و المغرب
- 1990 -  الكاميرون و مصر
- 1994 -  الكاميرون و المغرب و نيجيريا
- 1998 -  الكاميرون و المغرب و نيجيريا و جنوب إفريقيا و تونس
- 2002 -  الكاميرون و نيجيريا و السنغال و جنوب إفريقيا و تونس
- 2006 -  أنغولا و ساحل العاج و غانا و توغو و تونس
- 2010 -  جنوب إفريقيا (مستضيف البطولة) و الجزائر و غانا و ساحل العاج و الكاميرون و نيجيريا
- 2014 -  الجزائر و غانا و ساحل العاج و الكاميرون و نيجييريا
- 2018 -  المغرب و السنغال و نيجيريا و تونس و مصر
- 2022 -  المغرب و السنغال و غانا و تونس و الكاميرون

## اليوبيل الذهبي لأفضل اللاعبين
في عام 2007 نشر الاتحاد الإفريقي لكرة القدم قائمة لأفضل 30 لاعبًا إفريقيًّا لعبوا في الحِقبة من 1957 إلى 2007، بمناسبة الاحتفال بالذكرى 50 للاتحاد الإفريقي، وفقًا لاستطلاع على الشابِكة (الإنترنت).
0 1.  روجيه ميلا
0 2.  محمود الخطيب
0 3.  حسام حسن
0 4.  صامويل إيتو
0 5.  عبيدي بيليه
0 6.  جورج وياه
0 7.  ديدييه دروغبا
0 8.  نوانكو كانو
0 9.  رابح ماجر
10.  كالوشا بواليا
11.  مايكل إيسيان
12.  جي-جي أوكوتشا
13.  صالح سليم
14.  حسان لالماس
15.  بيني ماكارثي
16.  الحجي ضيوف
17.  نور الدين النيبت
18.  رشيدي يقيني
19.  هاني رمزي
20.  حسن شحاتة
21.  لوكاس راديبي
22.  طارق ذياب
23.  محمد التيمومي
24.  أنتوني ييبواه
25.  ساليف كيتا
26.  كريم عبد الرزاق
27.  صامويل كوفور
28.  لخضر بلومي
29.  ريغوبرت سونغ
30.  نصر الدين عباس
30.  حامد بريمة

## مقالات ذات صلة
| - كرة القدم في إفريقيا - اتحاد شمال إفريقيا لكرة القدم - اتحاد غرب إفريقيا لكرة القدم - اتحاد وسط إفريقيا لكرة القدم | - الاتحاد العربي لكرة القدم |

## وصلات خارجية
- الاتحاد الإفريقي لكرة القدم على موقع الموسوعة البريطانية (الإنجليزية)